# 上田市議会
上田市議会（うえだしぎかい）は、長野県上田市に設置されている地方議会である。

## 概要

### 任期
4年

### 定数
30人

### 所在地
長野県上田市大手一丁目11番16号
上田市役所本庁舎5階

### 委員会
- 議会運営委員会

#### 常任委員会
- 総務文教委員会
- 産業水道委員会
- 厚生委員会
- 環境建設委員会
- 広報広聴委員会

#### 特別委員会
- 一般会計決算特別委員会

### 定例会
- 年4回実施[3][4]
  - 3月
  - 6月
  - 9月
  - 12月

### 事務局
- 議会事務局
  - 議会担当

## 会派
- 2023年長野県議会議員選挙立候補のため林和明が辞任し、欠員1名。

| 会派名               | 議員数 | 所属党派      | 議員名                                                                    | 女性議員数 | 女性議員の比率(%) |
| -------------------- | ------ | ------------- | ------------------------------------------------------------------------- | ---------- | ----------------- |
| 新生会               | 8      | 日本維新の会1 | 飯島裕貴 石合祐太 斉藤達也 齊藤加代美 佐藤論征 井澤毅 土屋勝浩 尾島勝     | 1          | 12.5              |
| 上志の風             | 8      |               | 中村知義 武田紗知 矢島昭徳 堀内仁志 西沢逸郎 金井清一 飯島伴典 池田総一郎 | 1          | 12.5              |
| 壮志会               | 5      |               | 村越深典 松山賢太郎 髙田忍 原栄一 宮下省二                                | 0          | 0                 |
| 公明党               | 4      | 公明党        | 松尾卓 金沢広美 池上喜美子 半田大介                                       | 1          | 25                |
| 日本共産党上田市議団 | 3      | 日本共産党    | 泉弥生 古市順子 久保田由夫                                                | 2          | 66.67             |
| 無所属               | 1      |               | 石井史郎                                                                  | 0          | 0                 |
| 計                   | 29     |               |                                                                           | 5          | 17.24             |

## 議員報酬等
| 役職   | 報酬            | 政務活動費 |
| ------ | --------------- | ---------- |
| 議長   | 月額 54万2000円 | 月額 2万円 |
| 副議長 | 月額 47万5000円 | 月額 2万円 |
| 議員   | 月額 44万3000円 | 月額 2万円 |

※別途、年2回期末手当あり

## 定数の推移
「上田市議会の議員の定数を定める条例」によって定数が決められている。
- 2006年（平成18年）4月9日合併選挙 - 2選挙区34人
- 2010年（平成22年）3月28日選挙 - 2選挙区34人→1選挙区31人
- 2014年（平成26年）3月30日選挙 - 31人→30人

## 議会出身者
- 小山一平（参議院議員・4代目公選旧上田市長）
- 勝俣英吉郎（2代目官選旧上田市長）
- 成沢伍一郎（3代目官選旧上田市長）
- 伊藤伝兵衛（4代目官選旧上田市長）
- 浅井敬吾（5代目官選旧上田市長）
- 水野鼎蔵（2代目公選旧上田市長）
- 石井泉（5代目公選旧上田市長）
- 土屋陽一（2代目上田市長・現職）
- 小島大治郎（上田温泉電軌初代社長）